# Hubert Dreyfus
Hubert Lederer Dreyfus (15 de octubre de 1929 – 22 de abril de 2017) fue un filósofo estadounidense, profesor de filosofía en la Universidad de California, Berkeley.

## Campos de estudio
Sus principales intereses incluyen la fenomenología, el existencialismo y la filosofía tanto de la psicología como de la literatura, así como las implicaciones filosóficas de la inteligencia artificial. Dreyfus era conocido por su exégesis de Martin Heidegger, que los críticos designaron con la etiqueta "Dreydegger".
Dreyfus fue elegido miembro de la Academia Americana de las Artes y las Ciencias en el año 2001 y fue destinatario del Premio Harbison a la excelencia en la Enseñanza en la UC Berkeley.  La Universidad Erasmus ha otorgado a Dreyfus un doctorado "honoris causa" por su brillante y altamente influyente trabajo en el campo de la inteligencia artificial, y de sus igualmente importantes contribuciones para el análisis y la interpretación de siglo XX en la filosofía continental".
Varios de sus alumnos han tenido posiciones importantes en los principales departamentos de Filosofía Norteamericana de las Universidades, mientras que trabajan en temas relacionados con Heidegger y la fenomenología, incluyendo a Taylor Carman, John Haugeland, Sean Dorrance Kelly, Iain Thomson, y Mark Wrathall.
Dreyfus participó en la película de Estar en el Mundo de Tao Ruspoli.

## Biografía
Nacido en Terre Haute, Indiana, de Stanley S. y de Irene Lederer Dreyfus, Dreyfus fue educado en la Universidad de Harvard, ganando tres grados allí, con un BA summa cum laude en 1951, un MA en 1952, y un PhD en 1964, bajo supervisión de Dagfinn Føllesdal. Es considerado un intérprete principal de la obra de Edmund Husserl, Michel Foucault y Maurice Merleau-Ponty, pero especialmente de Martin Heidegger. También fue coautor de Michel Foucault: Más allá del estructuralismo y la hermenéutica, tradujo El sentido y el no sentido de Merleau-Ponty y escribió el polémico libro de 1972 What Computers Can not Do, revisado primero en 1979 y luego de nuevo en 1992 con una nueva introducción con lo que las computadoras todavía no pueden hacer.

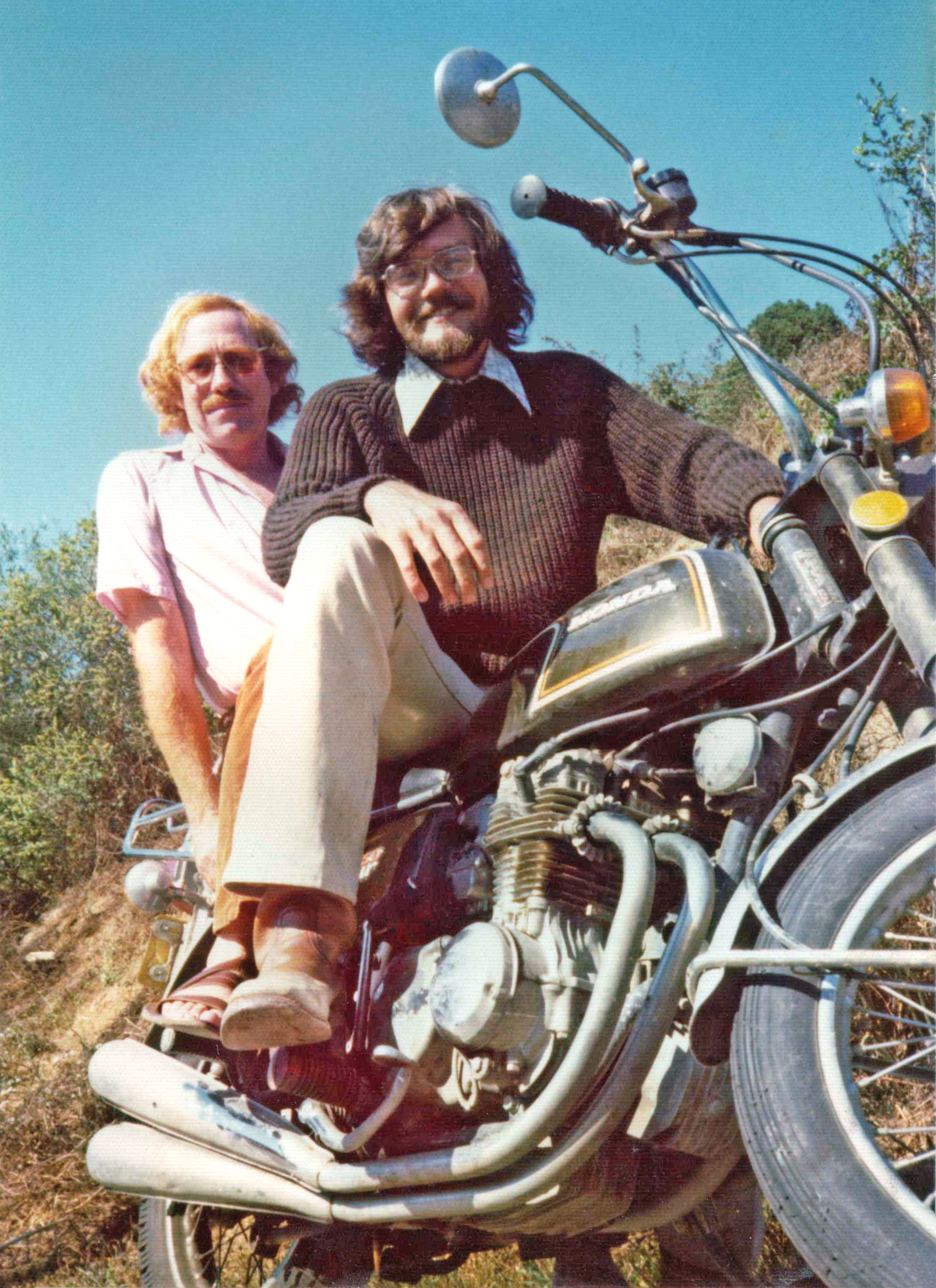
Hubert Dreyfus (izquierda) frente a su casa de Berkeley en 1976.

Dreyfus también enseñó en la Universidad de Brandeis (1957 a 1959), en el Instituto de Tecnología de Massachusetts (de 1960 a 1968), en la Universidad de Frankfurt, en el Hamilton College y en la Escuela de Filosofía Spinoza de la Universidad de Ámsterdam en 2003. Su obra filosófica ha influido en Richard Rorty, Charles Taylor, John Searle, y su exalumno John Haugeland, entre otros. Sus comentarios críticos sobre la fenomenología existencial y la filosofía dialéctica posterior de Jean-Paul Sartre bien pudieron haber desempeñado un papel significativo en la desaparición de la influencia de Sartre en el pensamiento reciente.
En 1965, mientras daba clases en el Instituto de Tecnología de Massachusetts, Dreyfus publicó "Alquimia e Inteligencia Artificial", un ataque a la obra de Allen Newell y Herbert A. Simon, dos de los principales investigadores en el campo de la inteligencia artificial. Dreyfus no sólo cuestionó los resultados obtenidos hasta ahora, sino que también criticó su presuposición básica (que consiste en la manipulación de símbolos físicos según reglas formales) y argumentó que el programa de investigación de la IA estaba condenado al fracaso. En 1965, pasó un tiempo en la Corporación Rand, mientras el trabajo sobre inteligencia artificial estaba en curso allí. Además de criticar la inteligencia artificial, Dreyfus era bien conocido por hacer el trabajo de los filósofos continentales, especialmente Martin Heidegger, Maurice Merleau-Ponty y Michel Foucault, inteligible para los filósofos entrenados analíticamente.
Su hermano menor, Stuart Dreyfus, obtuvo un doctorado en matemáticas aplicadas y es profesor de ingeniería industrial e investigación operativa en la Universidad de California en Berkeley.
Dreyfus murió el 22 de abril de 2017.

## La crítica de Dreyfus a la IA
La crítica de Dreyfus a la inteligencia artificial (AI) se refiere a lo que él considera los cuatro supuestos primarios de la investigación de la IA. Los dos primeros supuestos son lo que él llama los supuestos "biológicos" y "psicológicos". La suposición biológica es que el cerebro es análogo al hardware de la computadora y la mente es análoga al software de computadora. La suposición psicológica es que la mente funciona mediante la realización de cálculos discretos (en forma de reglas algorítmicas) en representaciones discretas o símbolos.
Dreyfus sostiene que la plausibilidad de la suposición psicológica descansa en otras dos: los supuestos epistemológicos y ontológicos. El supuesto epistemológico es que toda actividad (ya sea por objetos animados o inanimados) puede ser formalizada (matemáticamente) en forma de reglas o leyes predictivas. La suposición ontológica es que la realidad consiste enteramente en un conjunto de hechos atómicos (indivisibles) mutuamente independientes. Es debido a la suposición epistemológica de que los trabajadores en el campo sostienen que la inteligencia es lo mismo que el seguimiento formal de las reglas, y es a causa de la ontológica que sostienen que el conocimiento humano consiste enteramente en representaciones internas de la realidad.
Sobre la base de estas dos suposiciones, los trabajadores en el campo afirman que la cognición es la manipulación de los símbolos internos por las reglas internas, y que, por lo tanto, la conducta humana está, en gran medida, libre de contexto. Por lo tanto, es posible una psicología verdaderamente científica, que detalle las reglas "internas" de la mente humana, de la misma manera que las leyes de la física detallan las leyes "externas" del mundo físico.
Pero es esta suposición clave lo que Dreyfus niega. En otras palabras, argumenta que ahora no podemos (y nunca seremos capaces de) comprender nuestro propio comportamiento de la misma manera que entendemos los objetos en, por ejemplo, la física o la química: es decir, considerándonos a nosotros mismos como cosas cuyo comportamiento puede predecirse mediante leyes científicas "objetivas", sin contexto. Según Dreyfus, una psicología sin contexto es una contradicción en sus términos.
Los argumentos de Dreyfus contra esta posición se toman de la tradición fenomenológica y hermenéutica (especialmente la obra de Martin Heidegger). Heidegger argumentó que, contrariamente a los puntos de vista cognitivistas (en los que se ha basado AI), nuestro ser está en realidad muy vinculado al contexto, por lo que los dos supuestos sin contexto son falsos. Dreyfus no niega que podemos optar por ver la actividad humana (o cualquier otra) como "gobernada por el derecho", de la misma manera que podemos optar por ver la realidad como consistente en hechos atómicos indivisibles ... si lo deseamos. Pero es un salto enorme desde que afirmar que porque queremos o podemos ver las cosas de esta manera que es por lo tanto un hecho objetivo. De hecho, Dreyfus sostiene que no es (necesariamente) el caso, y que, por lo tanto, cualquier programa de investigación que asuma que lo es, rápidamente se encontrará con profundos problemas teóricos y prácticos. Por lo tanto, los esfuerzos actuales de los investigadores en el campo están condenados al fracaso.
Dreyfus argumenta que conseguir un dispositivo o dispositivos con inteligencia humana requeriría que tuvieran cuerpos más o menos parecidos a los nuestros, y la aculturación social (es decir, una sociedad) más o menos como la nuestra. (Este punto de vista es compartido por los psicólogos en la psicología corporal (Lakoff y Johnson 1999) y las tradiciones de la cognición distribuida.Sus opiniones son similares a los de los investigadores de robótica como Rodney Brooks, así como investigadores en el campo de la vida artificial.
Daniel Crevier, escribe: "el tiempo ha demostrado la exactitud y la percepción de algunos de los comentarios de Dreyfus. Si los hubiera formulado de manera menos agresiva, las acciones constructivas que ellos sugirieron podrían haber sido tomadas mucho antes".

## La difusión por internet de su filosofía
Cuando la UC Berkeley y Apple comenzaron a hacer una serie de clases magistrales puestas libremente a disposición del público como podcasts a partir de 2006, una grabación de Dreyfus de un curso llamado "El Hombre, Dios, y la Sociedad en la Literatura Occidental - De los Dioses a Dios y Vuelta" se elevó al N.º 58 entre los más populares webcast en iTunes. Estos vídeos han atraído la atención de muchos, incluyendo a los no académicos, hacia Dreyfus y su área temática.

## Obras
- 1965. "Alchemy and Artificial Intelligence". Rand Paper.[10]
- 1972. What Computers Can't Do: The Limits of Artificial Intelligence. ISBN 0-06-011082-1
- 1979. What Computers Can't Do: The Limits of Artificial Intelligence. (revised) ISBN 0-06-090613-8, ISBN 0-06-090624-3.
- 1983. (con Paul Rabinow) Michel Foucault: Beyond Structuralism and Hermeneutics. Chicago, Ill: The University of Chicago Press. ISBN 978-0-226-16312-3
- 1986 (con Stuart Dreyfus). Mind Over Machine: The Power of Human Intuition and Expertise in the Era of the Computer. New York: Free Press.
- 1991. Being-in-the-World: A Commentary on Heidegger's Being and Time, Division I.Cambridge, MA: MIT Press. ISBN 0-262-54056-8, ISBN 978-0-262-54056-8
- 1992. What Computers Still Can't Do: A Critique of Artificial Reason. Cambridge, MA: MIT Press. ISBN 0-262-54067-3
- 1997, Disclosing New Worlds: Entrepreneurship, Democratic Action, and the Cultivation of Solidarity, (co-author, with Fernando Flores and Charles Spinosa)
- 2000. Heidegger, Authenticity, and Modernity: Essays in Honor of Hubert Dreyfus, Volume 1. Cambridge, MA: MIT Press. ISBN 0-262-73127-4.
- 2000. Heidegger, Coping, and Cognitive Science: Essays in Honor of Hubert L. Dreyfus, Volume 2. Cambridge, MA: MIT Press. ISBN 0-262-73128-2
- 2001. On the Internet Revised Second Edition. London and New York: Routledge. ISBN 978-0-415-77516-8
- 2011. (con Sean Dorrance Kelly)  All Things Shining: Reading the Western Classics to Find Meaning in a Secular Age. Reviewed by Garry Wills in New York Review of Books, 7 de abril de 2011, pages 16–18.
- 2015. (con Charles Taylor) Retrieving Realism. Harvard University Press.